# هیدئو اوکاموتو
هیدئو اوکاموتو (ژاپنی: 岡本 秀雄؛ زادهٔ ۲۶ دسامبر ۱۹۸۳) یک بازیکن فوتبال اهل ژاپن است.
از باشگاه‌هایی که در آن بازی کرده‌است می‌توان به باشگاه فوتبال توکوشیما ورتیس اشاره کرد.